# Discoporella umbellata
Discoporella umbellata är en mossdjursart som först beskrevs av Defrance 1823.  Discoporella umbellata ingår i släktet Discoporella och familjen Cupuladriidae. Inga underarter finns listade i Catalogue of Life.